# Amphipyra tripartita
Amphipyra tripartita är en fjärilsart som beskrevs av Butler 1878. Amphipyra tripartita ingår i släktet Amphipyra och familjen nattflyn. Inga underarter finns listade i Catalogue of Life.

## Bildgalleri

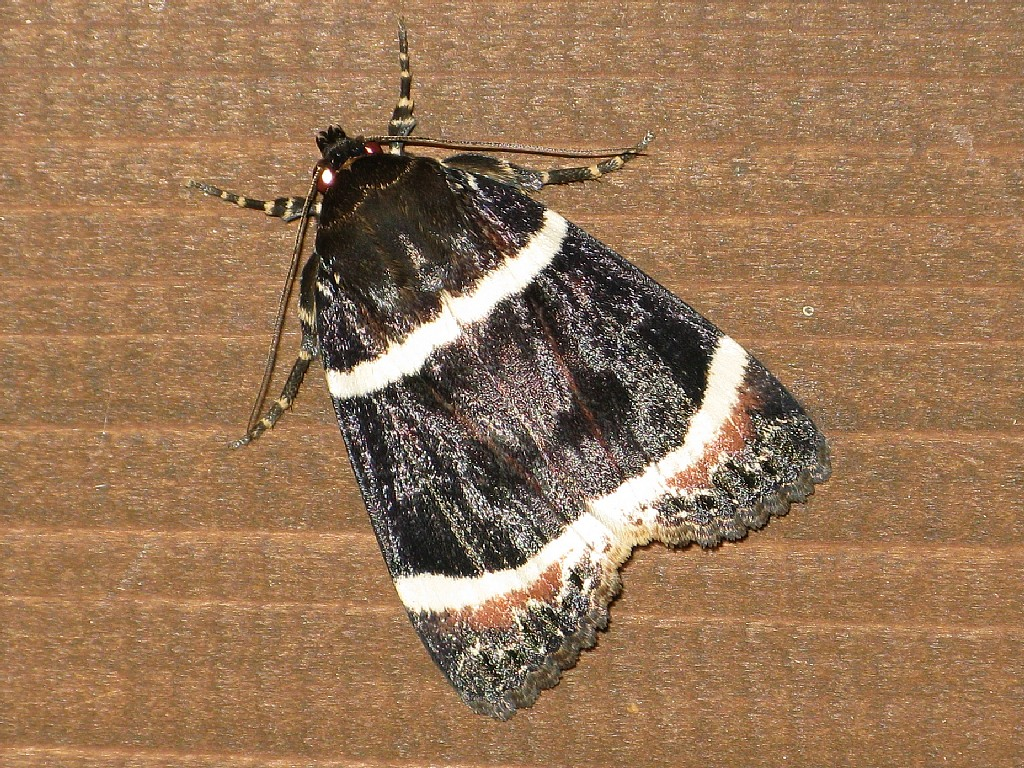